# 高田川 (奈良県)
高田川（たかだがわ）は、奈良県北西部を流れる一級水系大和川の支流。付け替え前は「花内川」とも呼ばれた。

## 地理
金剛山地の麓を水源とする。当初は北東方向に流れるが葛城市にある近鉄御所線の近鉄新庄駅付近を過ぎてからは概ね北流し、河合町と川西町との境界付近で曽我川と合流する。従って大和川と直接に接しているわけではない。

## 歴史
流路上にある高田は江戸時代中期以降に木綿の産地として栄え、この時に高田川は産品の運搬路とされた。
昭和5年に高田川が氾濫し市街地（当時の高田町）が被害を受けた為、昭和7年から11年間かけて上流の東中地区から下流の神楽までの流路の付替え工事が実施さた。旧流路は昭和23年から埋め立てられ道路に整備され、現在の国道166号や県道5号となっている。カーブが連続する道路線形や沿道に残る橋の欄干跡などにその名残を留める他に、いくつか掛かっていた橋のうち、好仁橋・大橋・古川橋・天神橋・雛倉橋が掛かっていた袂には顕彰碑が建てられている。
中将姫伝説と非常に深い関係があるとされ、別名を中将川とも云い、安部には中将姫が上陸した伝説から中将橋が掛かる。

### 高田千本桜
1948年（昭和23年）、大中公園付近の川辺両岸2キロに渡り1000本余りの桜が植樹され、春の開花時期には花見の名所の1つとしてにぎわう。

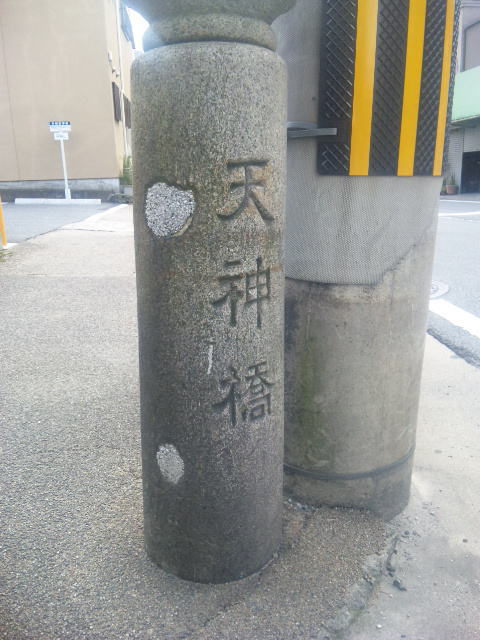
旧高田川に掛かっていた天神橋の欄干
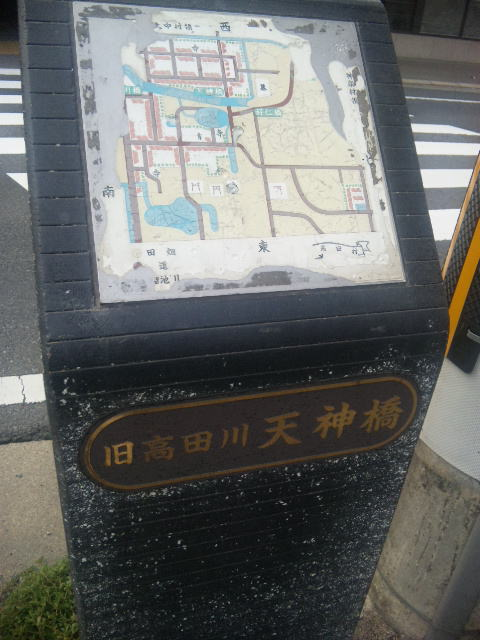
旧高田川の当時の様子を示す案内板

## 流域の自治体
奈良県
葛城市、大和高田市、北葛城郡広陵町、河合町